# Джироламо Дірута
Джироламо Дірута (італ. Girolamo Diruta) (1554, Дерута — після 1613) — італійський композитор пізнього Відродження, представник Венеціанської школи, органіст та теоретик музики. Був знаменитий як викладач через свій трактат з контрапункту, а також через вклад у розвиток новаторської техніки гри на клавішних інструментах і зокрема на органі.

## Біографія
Про життя Джироламо Дірути збереглося дуже мало відомостей, за виключенням інформації про його музичну діяльність. Він народився у 1554 році у Деруті, хоча у заголовках своїх творів постійно оголошував себе перуджанцем (італ. perugino).
У липні 1574 року він вже був монахом у францисканському монастирі у Корреджо. В цьому ж монастирі жив відомий музикант фра Баттіста Капуані, і припускається, що Дірута був його учнем.
Потім переїхав до Венеції, де проживав у грудні 1578 року. Вирушив до Падуї, щоб взяти участь у конкурсі на зайняття посади органіста Базиліки святого Антонія, але призначено було Іпполіто да П'яченца. Після його смерті Дірута також не зміг посісти це місце, оскільки у жовтні 1579 року конкурс виграв Бартоломео Такконі.
В цей період він познайомився з Клаудіо Меруло, Джозеффо Царліно та Костанцо Порта (теж францисканець) і скоріше за все вчився у кожного з них. Меруло згадує його в одному рекомендаційному листі, певно 80-х років, як одного з своїх найкращих учнів.
У 1593 році виходить перша частина його теоретично-практичного трактату з дослідження клавішних музичних інструментів «Transilvano»; з заголовку твору випливає, що він в цьому році працював органістом у кафедральному соборі Кіоджі. 1 лютого 1602 року ще з Кіоджі він писав до урядовців Дерути, що, по тридцяти роках діяльності, він залюбки повернувся б до рідного міста. Однак повернувся не до міста, а до рідної Умбрії, пропрацювавши з 1604 до 1610 роки у Губбіо органістом у місцевому соборі, що підтверджується заголовком до другої частини «Transilvano» (1609). У Губбіо він міг безпосередньо познайомитися з Адріано Банк'єрі, який у 1604 році перебував у місцевому оліветанському монастирі Сан-П'єтро. Сам Банк'єрі, окрім того, що згадує його в своєму «Conclusioni del suono dell'organo» (Висновки з гри на органі або Про гру на органі) (1609), адресував йому два «Гармонійних листи» (Lettere armoniche). У другому, посланому до Кіоджі, Банк'єрі дякує йому за те, що він помістив два його ричеркари до другої частини «Transilvano» (лист підписаний Губбіо 25 березня 1610 року). З адреси цього листа можна зробити висновок, що Дірута повернувся до міста у Венето.
Відомо, що у вересні 1612 року каноніки колегіальної церкви Санта Марія Маджоре у Спелло (Умбрія), пропонували Діруті місце органіста у їхній церкві, але, хоча й передбачалося високе жалування, не змогли умовити його.
Нарешті, 5 березня 1613 року Генеральний капітул францисканських монастирів присвоїв йому титул magister musices. Подальших відомостей про Джироламо Діруту не збереглося.

## Твори
Найбільш відомою працею Дірути є трактат у двох частинах про виконання музики на органі під назвою «Il transilvano» (Трансильванець), опублікований у Венеції у видавців Вінченті: перша частина у 1593 році (перевидання 1597, 1612 та 1625 роках), друга — у 1609 році, але з присвятою з Губбіо 25 березня 1610 року (перевидання 1622 року).
Трактат написаний у формі діалогу з трансильванським дипломатом Istvan de Joìka, що перебував з місією в Італії. Інколи з трансильванцем асоціюють кавалера Мелькіоркре Мікеле, а через присвяту першої частини, з князем Трансильванії та небожем короля Польщі Сигізмундом Баторієм (1573—1613).
У вступі Дірута звеличує орган як короля інструментів і вихваляє настанови отримані від Клаудіо Меруло.
Передусім в трактаті йдеться про правильність постановки тіла, рук, кисті та рухів пальців; потім про відмінності техніки та стилю поєднаної (суголосної) гармонії (armonia unita), що використовується при грі на органі та у протиставленні з грою на інструментах з пером (sonare istromenti da penna), тобто з клавесинами, спінетами тощо; обговорюються проблеми аплікатури з ілюструванням гамами та мелізмами. Це один з перших трактатів, де доводиться різниця між технікою гри на органі та інших клавішних інструментах.
Друга частина твору, присвячена Леонорі Орсіні Сфорца, небозі Фердинандо I Медічі, поділяється на чотири книги (libri), в яких йдеться про:
- правила кантилени (ілюстровано власним ричеркаром на 4) (Книга перша)
- контрапункт, різноманіття якого викладається в порядку зростання складності з прикладами кожного типу (Книга друга)
- спів (Книга третя)
- музичні гімни та магніфікати, а також про використання регістрів органа (Книга четверта).

Як контрапунктист, Дірута передував Фуксу у описі різних видів контрапункту: нота проти ноти, дві ноти проти одної, чотири ноти проти одної тощо. На противагу Фуксові, він характеризує контрапункт менш строго, особливо в царині імпровізації. Описує сучасну органну практику через виконання, зокрема токат та фантазій, таких композиторів як Меруло.
Дірута включив до трактату багато власних творів, що є дуже дитактичними і приводяться для ілюстрування положень, запропонованих автором, деякі з них є першими прикладами етюда. Окрім своїх праць він використав твори Джованні Ґабріелі, А. Мортаро, Адріано Банк'єрі та інших.